# Violeur en série
Un violeur en série est un individu qui commet des viols répétés, soit contre plusieurs victimes, soit plusieurs fois contre la même victime au fil du temps. Certains violeurs en série s'attaquent aux enfants,,. Le terme de « prédateur sexuel » est parfois utilisé pour décrire le comportement des gens qui commettent plusieurs viols consécutifs,. D'autres individus perpétuent leurs agressions en milieu carcéral. Il arrive aussi qu'un groupe de violeurs en série agisse en coordination. Le profil comportemental répétitif de ces violeurs permet parfois de prédire leurs actions afin d'obtenir leur arrestation et leur condamnation. Contrairement aux auteurs d'un seul viol, « les violeurs en série pratiquent davantage l'enlèvement, la menace verbale ou physique contre leurs victimes et le recours aux armes, ou la menace d'y recourir ».

## Application des lois
Il arrive souvent que les preuves (recueillies après examen physique et témoignage des victimes) soient dispersées parmi plusieurs organismes d'application des lois, ce qui forme un obstacle pour identifier le criminel à l'origine de ces multiples actes. La condamnation du violeur risque d'être retardée si les victimes ne coopèrent pas avec les enquêteurs. Les preuves recueillies sont, par exemple, l'empreinte génétique, les empreintes digitales, la salive, les cheveux, des prélèvements dans le vagin, le curetage de poussières sous les ongles ou sur les draps de lit. Les agents qui enquêtent sur de viols en série donnent souvent un surnom au criminel, en amont de son arrestation, pour caractériser ses tactiques ou ses habitudes.
Les probabilités de condamnation sont plus élevées pour les violeurs en série que pour les violeurs connus de la victime. Contrairement aux auteurs d'un viol unique, les violeurs en série risquent d'être moins aisément identifiés comme tels en raison de la lenteur pour analyser et recouper les preuves,. Il faut parfois plusieurs années pour rattacher un viol à un individu précis.
L'université Case Western Reserve a examiné les statistiques de récidive des délinquants sexuels ayant été arrêtés avant le viol. 26 % d'entre eux avaient été arrêtés pour agression sexuelle ; 60 % ont été arrêtés pour au moins une autre agression sexuelle sans lien avec la précédente.
Afin de juguler et d'appréhender ces criminels, le FBI a fondé en 1974 l'unité de science comportementale.

## Tactiques
Un violeur en série peut se servir de sites de rencontres pour choisir ses victimes potentielles. Une autre tactique consiste à menacer la victime de lui infliger des souffrances ou d'en infliger à ses proches,. Il arrive aussi que le criminel drogue sa victime. Certains violeurs en série ont une idée précise des victimes recherchées et de leurs emplois du temps. En 2014, un individu de 18 ans, accusé de viols en série, avait utilisé des applications mobiles de réseautage — comme Facebook, Kik et Snapchat — pour entrer en relation avec les filles visées. Certains criminels emmènent leurs victimes en voiture dans des lieux isolés.

## Traits de personnalité
Les criminels sont décrits comme « fortement manipulateurs, très charismatiques et dotés d'un charme superficiel ». Les violeurs en série sont différents des auteurs d'un seul viol. Chez ces derniers, la distance parcourue avant le viol est plus longue, et ils utilisent une méthode de « piégeage » contre la victime, en feignant d'être un autostoppeurs ou un séducteur dans un bar ou une fête, tout en participant aux conversations et interactions sociales. À l'inverse, les violeurs en série tendent à adopter une tactique d'embuscade ou d'agression éclair contre la victime. Un violeur en série est davantage susceptible de s'attaquer à une personne étrangère, ce qui est moins courant chez les auteurs d'un seul viol.
Un violeur en série tend à manifester des « comportements sophistiqués dans le crime », comme l'usage d'un préservatif et de gants. Ces criminels emploient plus souvent des méthodes propres à briser la résistance physique, au moyen de bâillons, du bandage des yeux (en), de techniques d'immobilisation (en) et de suffocation. Ces prédateurs ont tendance à interroger la victime. Connaître les méthodes d'enquête (en) et d'analyse scientifique de la police est une caractéristique des violeurs en série, contrairement aux auteurs d'un seul viol ; cette connaissance peut constituer un indice pour les enquêteurs,. Les violeurs en série tendent à s'attaquer plutôt aux travailleurs du sexe, ce qui est moins courant chez les auteurs d'un seul viol.
Certains auteurs estiment que les violeurs en série sont capables d'affiner leurs techniques et leurs connaissances pour perpétrer les agressions, en « étudiant » le viol en série. Cette préparation se matérialise en visionnant des films, en consultant des contenus pornographiques, en lisant des livres correspondant à leurs intentions, en nourrissant des fantasmes sexuels et en approfondissant leur connaissance des méthodes d'agression, à partir des récits émanant d'autres violeurs en série ou en se référant à leur propre expérience,.

## Prévention
« Nos résultats laissent penser que, selon toute probabilité, un délinquant sexuel a déjà commis des agressions sexuelles ou il en commettra d'autres à l'avenir... Enquêter sur chaque agression sexuelle sous l'angle qu'elle est éventuellement le fait d'un criminel récidiviste pourrait réduire le nombre d'agressions, à condition que les enquêtes se concentrent sur le parcours criminel, au lieu d'étudier chaque crime séparément.

— Rachel Lovell au sujet de ses recherches à l'université Case Western Reserve »

Pour prévenir les viols en série, des auteurs préconisent d'enquêter sur les criminels au lieu d'analyser le crime. L'étude séparée de chaque viol fait obstacle à l'identification des violeurs en série. Aux États-Unis, des centaines de milliers de prélèvements recueillis à l'issue d'un viol s'accumulent, sans être traités. La plupart des organismes d'application des lois n'en vérifient pas la circulation et ne les recensent pas. Le processus d'analyse de ces échantillons est complexe, invasif, chronophage et il risque de réactiver les traumatismes chez les victimes. Le FBI tient à jour une base de données d'empreintes génétiques, qui permet de recouper l'ADN entre les affaires. Malheureusement, le retard pris dans l'analyse des échantillons risque de permettre aux criminels de continuer leurs actes avant qu'ils ne soient identifiés et rattachés aux différentes agressions.
Même s'il est exclu de blâmer la victime d'un violeur en série, les organismes d'application des lois indiquent qu'il est possible de réduire les risques de tomber aux mains d'un criminel.
Des responsables universitaires développent des stratégies afin de sensibiliser les hommes sur la prévention du viol et la responsabilité dans le viol, afin de protéger leurs amies face aux dangers si elles ne sont plus vraiment lucides sous le coup de l'ivresse.